# 哈赖贡市镇
哈赖贡市镇（俄语：Харайгунское муниципальное образование）是俄罗斯联邦伊尔库茨克州济马区所属的一个市镇。其下辖有3个居民点，行政中心为哈赖贡。据2016年统计，该市镇的人口为757人。